# Заклинський Богдан Романович

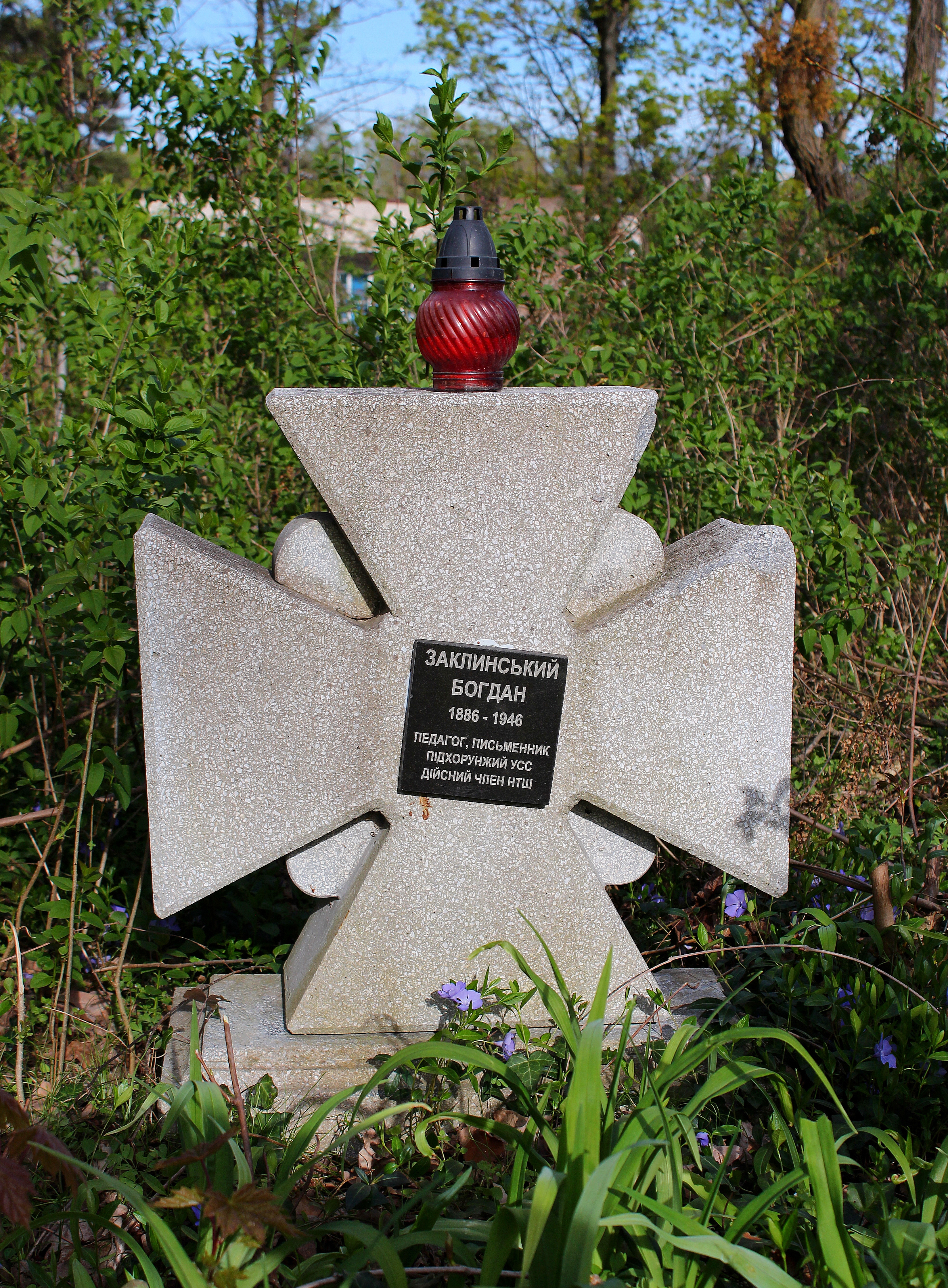

Заклинський Богдан Романович (псевдоніми: Богдан З-ий, Б. З., С.Правдолюб, Богданко, Богдан З-ський, Б.; 9 серпня 1886, Станиславів (нині Івано-Франківськ) — 12 квітня 1946, Львів) — український публіцист, фольклорист, літературознавець, педагог, письменник.

## Життєпис
Закінчив Станиславівську учительську семінарію в 1910 році. Учитель народних шкіл в Галичині (зокрема, у селах Медведівці, Слобідка Горішня), Волині й Закарпатті, підхорунжий УСС. Дійсний член Наукового товариства імені Шевченка (1913).
Старший син Романа Заклинського. Брат Ростислава та Корнила Заклинських.
Дружина Осипа — вчителька та дитяча письменниця.
В 1928 упорядковував архів Українського педагогічного товариства. Організовував читальні «Просвіти», осередки «Рідної школи».
Від 1944 працював у Львівському відділенні Інституту мистецтвознавства, фольклору й етнографії (ІМФЕ) АН УРСР під керівництвом Ф.Колесси.
Листувався з І. Франком, М. Грушевським, В. Гнатюком, О. Кульчицькою, О. Назаруком.
Помер у Львові, похований на полі 43 Личаківського цвинтаря. Високий дерев'яний хрест, який був встановлений на його могилі у 40-х роках, поступово зруйнувався. 2023 року музей «Личаківський цвинтар» встановив пам'ятний знак на місці поховання Заклинського.

## Твори
- Опис рідного краю. Львів, 1913.
- Маленька географія України. Відень, 1915.
- Що треба знати кожному Українцеві. Відень: накладом Союзу Визволення України, 1915.
- Житє українського народа. Відень, 1917.
- Марійка Підгірянка. В кн.: Підгірянка М. В чужім пір'ю. Ужгород, 1922.
- Методика усного і письменного стилю для всіх шкіл. Львів, 1929.
- Народні співанки коломийки. Львів, 1929.
- Творчість Юрія Шкрібляка. Львів, 1945.
- Мої спомини про Івана Франка. В кн.: Іван Франко у спогадах сучасників, кн. 2. Львів, 1972.